# Петровка (Прелестненское сельское поселение)
Петро́вка — село в Прохоровском районе Белгородской области. Входит в состав Прелестненского сельского поселения.

## География
Находится в северной части Белгородской области, в лесостепной зоне, в пределах юго-западного склона Среднерусской возвышенности, на левом берегу реки Псёл, на расстоянии примерно 3 километров (по прямой) к западу от Прохоровки, административного центра района. Абсолютная высота — 191 метр над уровнем моря.

## История
В 1793 году после смерти основателя слободы Прохоровка, происходит раздел его земель и основная центральная историческая часть отходит его сыну Василию. Сыну Александру досталась часть, которую он отселил за несколько верст от слободы и назвал сельцо Прелестное. Третьему сыну, Петру, отходит часть, которую он также отселяет на 4 версты от основной слободы и образует слободку Петровку. Годом основания принято считать 1795 год.
В данных архива за 1889 год сохранилась такая запись: «Хутор Петровка (крестьянская собственность): распашной земли – 392, усадебной – 88 сумма сборов с десятины – 120 рублей».
В конце XIX века помещик Е. А. Питра совершил сделку покупки Петровки и построил два завода — кирпичный и крахмальный. На тот момент здесь проживало порядка 400 крестьян. В XX веке строится ветряная мельница, в 1910 году — винокуренный завод.
После революции, в 1927 году образовалось товарищество по совместной обработке земли (ТОЗ) «Крестьянская новь» и открылся магазин, сельский клуб. В селе запустили электродвигатель, благодаря которому имелся электрический свет в домах. В бывшем доме помещика открыли детский сад.
Великая Отечественная война унесла много жизней и разрушила село.
В послевоенные годы были приняты попытки по возрождению села и его социальных объектов, однако к 1970-1990-м годам закрылись и магазин и клуб, население пошло на убыль.

### Климат
Климат характеризуется как умеренно континентальный, с относительно мягкой зимой и тёплым продолжительным летом. Среднегодовая температура воздуха — 5,4 °C. Средняя температура воздуха самого холодного месяца (января) — −9,2 °C; самого тёплого месяца (июля) — 16,4 — 24,3 °C. Безморозный период длится в среднем 155—160 дней. Годовое количество атмосферных осадков — 527—595 мм, из которых большая часть выпадает в тёплый период.

### Часовой пояс
Село Петровка как и вся Белгородская область, находится в часовой зоне МСК (московское время). Смещение применяемого времени относительно UTC составляет +3:00.

## Население
| 2002 | 2010 |
| ---- | ---- |
| 70   | ↘56  |

### Половой состав
По данным Всероссийской переписи населения 2010 года в гендерной структуре населения мужчины составляли 42,9 %, женщины — соответственно 57,1 %.

### Национальный состав
Согласно результатам переписи 2002 года, в национальной структуре населения русские составляли 83 %.